# Artocarpus lakoocha

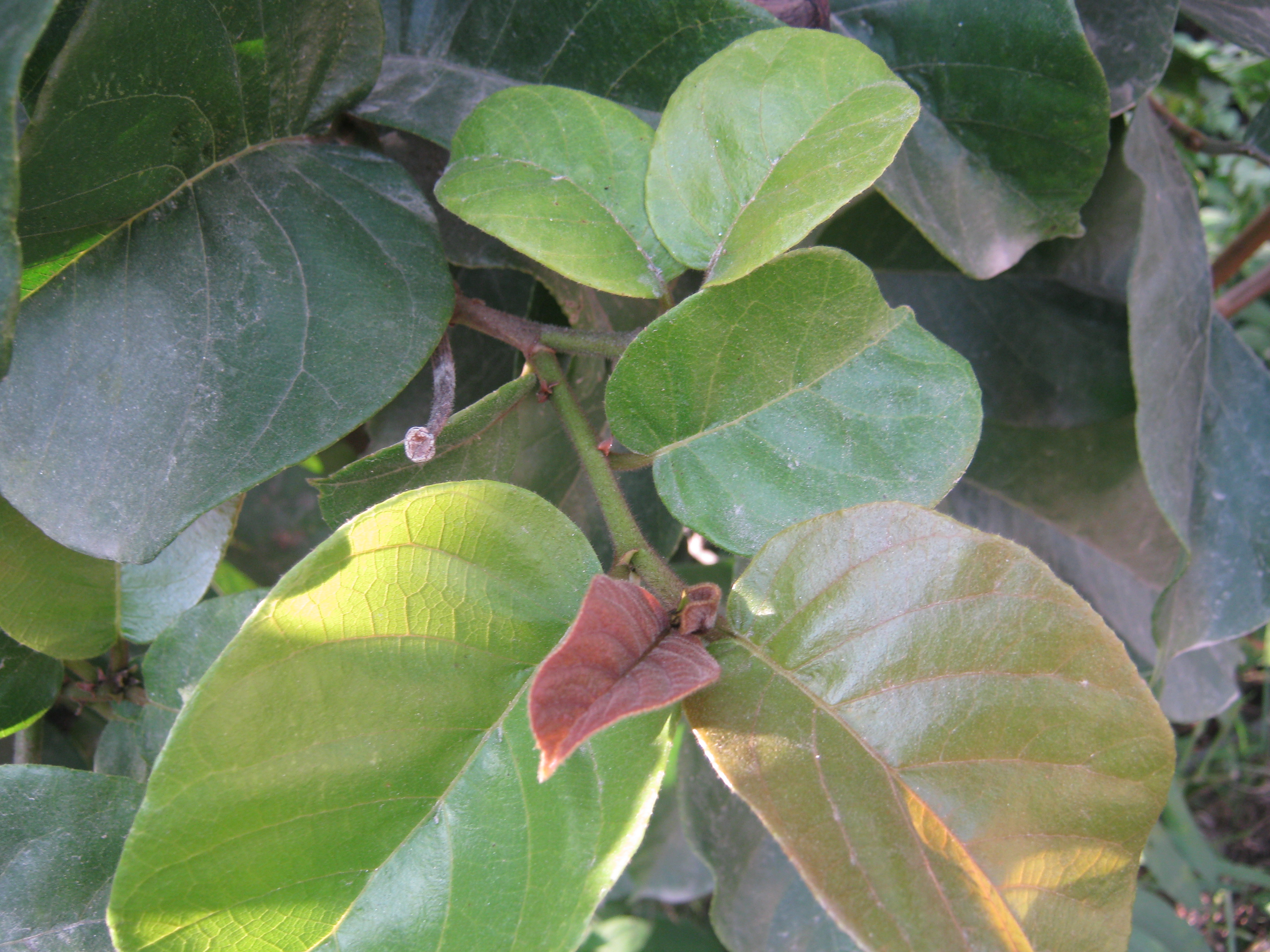
Una rama de Artocarpus lakoocha ein Panchkhal VDC, Nepal

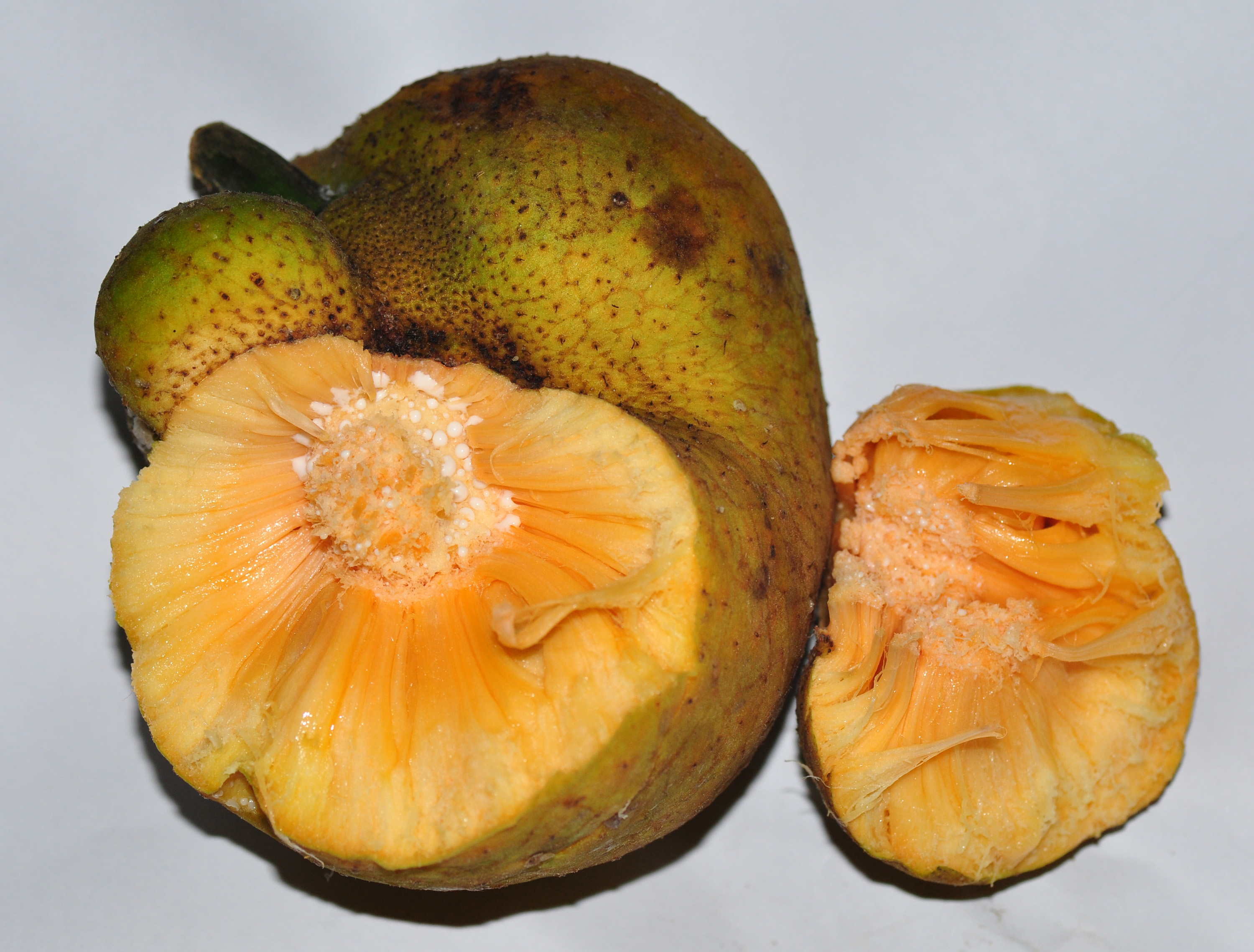
Fruto

Artocarpus lakoocha, es una especie tropical  de árboles de hoja perenne de la familia  Moraceae.  Se distribuye en todo el subcontinente indio y el sudeste de Asia. El árbol es valorado por su madera; su fruto es comestible y se cree que tienen valor medicinal.

## Propiedades
El estilbenoide oxiresveratrol puede ser aislado del duramen de A. lakoocha, así como del 'Puag Haad', el polvo de color marrón claro obtenido a partir del extracto acuoso de las virutas de madera de A. lakoocha Roxb por ebullición, a continuación, con la evaporación lenta, seguido de un enfriamiento. Este medicamento tradicional es efectiva contra la platija intestinal Haplorchis taichui o en contra de la teniasis.
Este árbol se menciona en el Arthashastra.

## Taxonomía
Artocarpus lakoocha fue descrita por Francis Buchanan-Hamilton y publicado en Prodromus Florae Nepalensis 333. 1825.
Sinonimia
- Artocarpus benghalensis Roxb. ex Wall.
- Artocarpus ficifolius W.T.Wang
- Artocarpus lakoocha Roxb.
- Artocarpus mollis Wall.
- Artocarpus reticulatus B.Heyne ex Wall.
- Artocarpus yunnanensis H.H.Hu
- Saccus lakoocha (Roxb.) Kuntze
- Saccus mollis Kuntze[9]